# Rivière Mahault (vattendrag i Guadeloupe)
Rivière Mahault är ett vattendrag i Guadeloupe (Frankrike). Det ligger i den centrala delen av Guadeloupe, 30 km norr om huvudstaden Basse-Terre.